# Jenny Marra

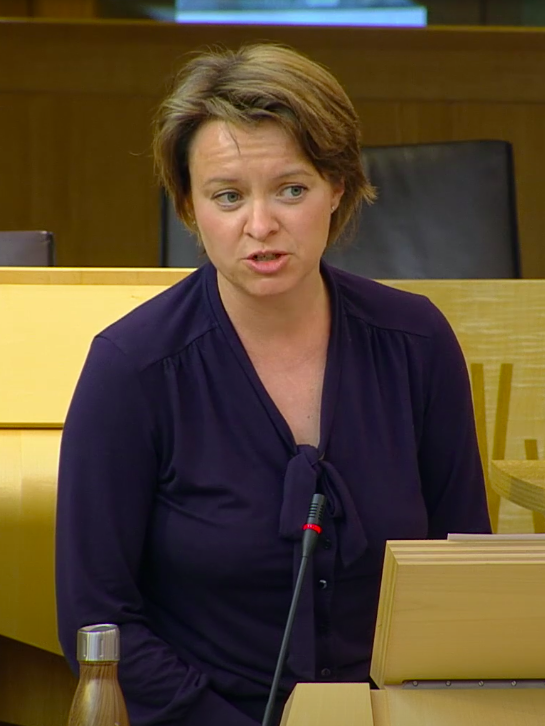
Jenny Marra, 2019

Jennifer Margaret Marra (* 6. November 1977 in Dundee) ist eine schottische Politikerin und Mitglied der Labour Party.

## Leben
Marra besuchte die St John’s High School in Dundee und ging dann an die Universität St Andrews, die sie als Master in Geschichte verließ. Nach einem Jahr an der Emory University in Atlanta war sie in den Bereichen Presse und Werbung für die Universität Dundee tätig. Marra studierte dann Jura an der Universität Glasgow und erwarb ein Juradiplom in London. Ihre Zulassung als Juristin erhielt sie von der Universität Dundee. Sie ist Mitglied der Gewerkschaft GMB und von Amnesty International.
Sie ist seit 2016 mit John Thomson verheiratet und hat zwei Kinder.

## Politischer Werdegang
Zwischen 2005 und 2006 war Marra Sprecherin der Labourabgeordneten im Europäischen Parlament. Erstmals trat Marra bei den schottischen Parlamentswahlen 2011 zu Wahlen auf nationaler Ebene an. Sie bewarb sich dabei jedoch nicht um das Direktmandat eines Wahlkreises, sondern kandidierte auf der Regionalwahlliste der Labour Party für die Wahlregion North East Scotland. Infolge des Wahlergebnisses erhielt sie als einzige Labour-Kandidatin ein Listenmandat in dieser Region und zog erstmals in das schottische Parlament ein. Sie behielt ihr Mandat bis 2021.